# Onok
Onok, česky také Onyk, ukrajinsky Онок, maďarsky Ilonokújfalu, je obec v okrese Berehovo v Zakarpatské oblasti na Ukrajině. Od 12. června 2020 je součástí Vinohradivské městské komunity. V roce 2024 zde žilo 3 094 obyvatel.

## Historie
První písemná zmínka o této obci pochází z roku 1598. Do podepsání Trianonské smlouvy byla obec součástí Uherska, poté byla součástí Československa. Od roku 1945 byla obec součástí Sovětského svazu, resp. Ukrajinské sovětské socialistické republiky; nakonec od roku 1991 je součástí samostatné Ukrajiny.